# Allobates chalcopis
Allobates chalcopis es una especie  de anfibios de la familia Aromobatidae.

## Distribución geográfica
Es endémica de la isla de Martinica (Francia).